# 2024年1月

## 1月1日
- 《中華人民共和國愛國主義教育法》正式實施，條文列出的適用對象包括「港澳台同胞」和海外僑胞，愛國主義教育的主要內容包括「習近平新時代中國特色社會主義思想」[1][2]。
- 埃及、埃塞俄比亚、伊朗、沙地阿拉伯和阿聯酋正式成為金磚國家會員國。[3]
- 日本石川縣能登半岛附近發生規模7.6地震，日本氣象廳發布海嘯警報。[4]
- 乍得過渡總統穆罕默德·代比任命苏塞·马斯拉为乍得總理。[5]
- 以色列最高法院否決了总理納坦雅胡去年提出的限制司法機關權力的改革。[6][7]
- 維奧拉·阿姆赫德就任瑞士聯邦主席，卡琳·凱勒-祖特爾就任瑞士聯邦副主席。[8]
- 同性結婚在愛沙尼亞合法。[9]

## 1月2日
- 韩国最大在野党共同民主党领袖李在明在视察釜山加德岛新机场用地时遇刺。[10][11]
- 日本航空516号班机在东京国际机场落地后滑行时与一架准备起飞前往新潟机场支援前日地震的日本海上保安厅DHC-8-Q300型飞机相撞，客机上379人全部逃生，但海上保安厅飞机上6人中有5人死亡[12]。
- 由於內陸國家衣索比亞與有限承認國家索馬利蘭簽署包括港口利用等內容的協議，索馬利亞召回其駐衣索比亞大使[13]。

## 1月3日
- 由于缅北战争原因，导致缅甸境内炮弹落入中缅边境城镇云南镇康县南伞镇，造成5名群众受伤。[14]
- 伊朗克尔曼一场纪念卡西姆·苏莱曼尼遭遇美军空袭身亡四周年的活动发生自杀式炸弹袭击，至少84人死亡、171人受伤，是伊朗革命以来死伤最惨重的一起恐怖袭击[15][16]。極端組織伊斯蘭國宣佈就事件負責[17]。
- 希爾達·海妮再次就任馬紹爾群島總統。[18]

## 1月4日
- 科威特埃米爾米沙勒一世·艾哈邁德·賈比爾·薩巴赫任命穆罕默德·萨巴赫·萨利姆·萨巴赫為科威特首相。[19]
- 馬達加斯加總統安德里·拉喬利納任命克里斯蒂安·恩蔡為馬達加斯加總理。[20]
- 俄羅斯總統普京簽署法令，給予在俄烏戰爭中為俄作戰的外國人及其家屬俄羅斯國籍。[21]
- 缅甸民族民主同盟军占领果敢自治区首府老街，重新恢复自八八事件以后所丢失的果敢地区全面控制权。[22]

## 1月5日
- 朝鮮軍方在朝韓緩衝區發射炮彈，韓國軍方對此表示批評，並於下午在相同地點進行海上射擊訓練。[23]
- 韓國總統尹錫悅對韓國國會通過的任命獨立檢察官對其妻金建希疑似操縱股價的事件進行搜查的法案行使拒否權。[24]
- 由於在俄烏戰爭中有10名以上的尼泊爾人作為俄軍士兵戰死，4人被烏方俘虜，尼泊爾政府下令禁止國民因工作原因前往俄羅斯與烏克蘭。[25]
- 由美国阿拉斯加航空执飞的1282号班机在俄勒冈州波特兰上空发生紧急逃生舱门飞脱的事故，在波特兰国际机场紧急迫降。事故中无人死亡，涉事机型波音737 MAX 9在全美范围内停飞。[26]

## 1月6日
- 欧洲理事会主席夏尔·米歇尔宣佈辭職，以投入2024年欧洲议会选举。[27]
- 剛果民主共和國的選舉管理部門取消了去年大選（英语：2023 Democratic Republic of the Congo general election）中82名被選舉人的參選資格，其中包括3名政府部長和4名省長。[28]

## 1月7日
- 孟加拉国举行2024年孟加拉国大选，因在野党抵制该次选举，谢赫·哈西娜领导的执政党孟加拉国人民联盟大胜。[29][30]
- 日本自由民主党国会议员池田佳隆（日语：池田佳隆）及其秘书因涉及政治资金派对收入回扣事件（日语：政治資金パーティー収入の裏金問題）被东京地方检察厅特别搜查部逮捕。[31]
- 第81届金球奖举行，《奥本海默》获得最佳剧情片在内的五项大奖，成为当晚的大赢家。[32]

## 1月8日
- 由於毒梟何塞·阿道夫·馬西亞斯·維拉馬爾成功越獄，在國內引發衝突，並佔領瓜亞基爾的TC電視台（英语：TC Televisión），厄瓜多總統丹尼爾·諾沃亞宣布全國進入紧急状态，之後宣佈進入內戰狀態。[33]
- 赛义德·阿卜杜拉希·德尼（英语：Said Abdullahi Deni）再次被邦特兰议会选为邦特兰政府主席，开启第二任期。[34]
- 由联合发射联盟研发的火神運載火箭搭载游隼号月球着陆器，于卡纳维拉尔角成功首飞。[35]

## 1月9日
- 韩国国会通过设置大韩民国宇宙航空厅以及禁食狗肉的法案。[36]
- 法国总统埃马纽埃尔·马克龙任命加布里埃尔·阿塔尔为法国总理，接任早前辞职的伊莉莎白·博恩。[37][38]
- 2023年不丹國民議會選舉举行第二轮投票。前总理策林·托杰领导的人民民主党胜出。[39]
- 由中国科学院国家空间科学中心和欧洲太空总署、马克斯·普朗克地外物理研究所合作研制的X射线天文卫星爱因斯坦探针卫星搭乘长征二号丙运载火箭成功发射入轨[40]。

## 1月10日
- 巴布亚新几内亚首都莫尔兹比港的警察罢工抗议工资缩减，导致市内出现无人管理治安而造成的骚乱。巴布亚新几内亚总理詹姆斯·马拉佩保证会修正导致工资减少的原因。[41]
- 谢赫·哈西娜被总统穆罕默德·谢哈布丁任命为孟加拉国总理，是她第五次担任该职位。[42][43]
- 韩国总统尹锡悦任命赵兑烈为新任外交部长。[44]
- 联合国一架直升机因故迫降，被索马里青年党劫持。[45]
- 载运冈比亚国家足球队前往科特迪瓦参加2023年非洲国家杯的科特迪瓦航空飞机由于机舱内压力不足导致缺氧及过热，在起飞9分钟后紧急着陆于班珠尔国际机场。[46][47]

## 1月11日
- 法國阿塔爾內閣（英语：Attal government）閣員名單發布，大部分博恩內閣（英语：Borne government）閣員留任。文化部長啟用拉希妲·達狄，勞工部長和社會事務及衛生部長由卡特琳·沃特蘭擔任，歐洲和外交部長由斯特凡·塞茹內（英语：Stéphane Séjourné）擔任，而體育部長阿梅麗·烏德阿-卡斯特拉（英语：Amélie Oudéa-Castéra）接任阿塔爾的教育和青年部長職位。[48]
- 剛果民主共和國內政部長宣布在去年大選（英语：2023 Democratic Republic of the Congo general election）中涉嫌選舉舞弊的金沙薩城市省、蒙加拉省和赤道省的省長停職。[49]
- 荷属圣马丁举行议会选举（英语：2024 Sint Maarten general election）。[50]
- 韩国最大在野党共同民主党前党首李洛渊宣布退党。[51]
- 由东方空间研发的引力一号运载火箭，于山东省海阳市海域发射成功。[52]

## 1月12日
- 为报复胡塞武装组织攻击在红海海域航行的各国商船，美军和英军对也门的胡塞武装组织控制区域发动攻击。[53]
- 在中国外交部的斡旋下，缅北三兄弟联盟同缅甸军政府达成协定，正式宣布停火。[54]
- 针对韩国外交部状告文化广播公司于2022年9月22日播报总统尹锡悦在访美期间发表侮辱美国国会和美国总统拜登言论的新闻的案件，首尔西部地方法院判决外交部胜诉，文化广播公司需要播发声明订正该不实消息，而文化广播公司表示将会上诉。[55]
- 哥倫比亞西部喬科省山區發生山體滑坡，至少34人死亡。[56]
- 第18屆亞洲盃決賽周在卡塔爾揭幕。[57][58]
- 河南省平顶山市天安煤業股份有限公司十二礦發生一起煤與瓦斯突出（英语：Outburst (mining)）事故，已致13人遇難，3人失聯。[59]
- 得克萨斯州军事部门（英语：Texas Military Department）“占领并控制了谢尔比公园”后，两名儿童和一名母亲在格兰德河附近溺水身亡，德克萨斯州和美国官员相互指责对方造成了这场悲剧。[60]

## 1月13日
- 台灣2024年中華民國總統選舉及2024年中華民國立法委員選舉投票日，改選正副總統及立法院全部議席。總統副總統選舉中民主進步黨推薦的賴清德與蕭美琴組合獲勝，而立法委員選舉中沒有政黨奪得過半數席位，中國國民黨奪得52席成為第一大黨，民主進步黨奪得51席，台灣民眾黨奪得8席，無黨籍2席。[61]
- 为了报复前一天库尔德人战斗人员袭击伊拉克境内土耳其军队的军事基地，造成9名土耳其士兵死亡，土军对伊拉克和叙利亚境内的库尔德地区发动空袭。[62]
- 第20屆非洲國家盃決賽週在象牙海岸揭幕[63]。
- 坦桑尼亞锡米尤区一金礦坍塌，造成21名礦工死亡，多人失蹤。[64]

## 1月14日
- 丹麦女王玛格丽特二世退位，其子腓特烈十世登基为丹麦国王。[65][66]
- 由於憲法法院裁定暫停種子運動的法人資格，導致共和國議會中發生糾紛，貝爾納多·阿雷瓦洛的就任儀式延宕，到15日零點左右才正式宣誓就任瓜地馬拉總統。[67][68][69]
- 科摩羅舉行2024年科摩羅總統選舉。[70]
- 俄軍一架A-50預警機和一架伊爾22M11空中指揮機在亞速海上空損毀，烏克蘭方面宣稱係烏軍所為。[71]
- 繼去年12月之後，冰島雷恰角半岛的格林達維克附近的火山裂隙再次大規模噴發（英语：2023–2024 Sundhnúkur eruptions）。[72]
- 全日本空輸旗下一架波音777飛機於14日晚在美國芝加哥奥黑尔国际机场進行起飛滑行時，左翼尖與達美航空旗下一架波音717飛機機尾相撞，暫無人員傷亡報告。[73][74]

## 1月15日
- 瑙鲁宣布与中华民国断交并与中华人民共和国复交。[75][76]
- 朝鲜民主主义人民共和国最高人民会议在平壤召开大会，决定废除祖国和平统一委员会、民族经济协力委员会（朝鲜语：민족경제협력위원회）、金刚山国际观光局3个对韩机构。朝鲜劳动党中央委员会总书记金正恩在演说中强调要把“将韩国视为第一敌对国家”写进朝鲜民主主义人民共和国宪法。此举被视为朝鲜放弃统一。[77]
- 澳門政府宣佈將提前在4月1日解除批給澳門賽馬會的專營合同，變相終止自1989年開始的平地賽馬時代，而氹仔馬場的土地與設施則會無償交還給澳門政府。[78]
- 伊朗伊斯蘭革命衛隊用飛彈攻擊伊拉克北部庫爾德自治區首府埃爾比勒一帶。[79]
- 熱帶氣旋貝拉爾（英语：Cyclone Belal）襲擊了留尼旺和毛里求斯，導致人員死亡、洪水以及通訊不暢。[80]
- 日本北海道新千歲機場一架大韓航空客機在停機位完成除冰程序後，因為地面濕滑及牽引車操作不當，飛機左側機翼部位與相鄰停機位的一架無人國泰航空客機碰撞。事故中無人傷亡，也沒有發生火災或燃油泄漏。[81][82]
- 第75届黄金时段艾美奖颁奖典礼舉行，《大熊餐廳》和《继承之战》各以6项大奖领跑。[83]
- 2023年國際足協最佳足球獎揭曉，利昂内尔·梅西和艾塔娜·邦马蒂分别荣获世界足球先生及世界足球小姐称号。[84]

## 1月16日
- 伊朗用飛彈攻擊巴基斯坦西南部俾路支省的正義之軍根據地，導致2名兒童死亡[85]。次日，巴基斯坦表示將會撤回駐伊朗大使[86]。
- 新加坡交通部長易華仁因涉及富豪王明星的腐敗案辭職，由徐芳達（英语：Chee Hong Tat）繼任。易華仁于18日出庭。[87]
- 華中農業大學11名在讀碩士和博士研究生聯合實名舉報其導師、該校動物科學技術學院、動物醫學院教授黃飛若涉及學術造假。[88]

## 1月17日
- 英國下院通過將非法移民送至盧旺達的法案。[89]

## 1月18日
- 韓國全羅北道改為全北特別自治道[90]。在慶祝儀式上，當地選出的韓國國會議員姜聖熙（朝鲜语：강성희 (정치인)）在與總統尹錫悅握手時發生爭執，隨後被總統警衛架出場外[91]。
- 由於16日有消息稱現任總統阿扎利·阿苏马尼在2024年科摩羅總統選舉中獲勝，國內反對派爆發激烈抗議，有政府部長的住宅及乘車被燒毀，抗議造成1人死亡，6人受傷。[92]
- 日本共產黨舉行第29屆黨大會（日语：日本共産党第29回大会），會上決定志位和夫任中央委員會議長，田村智子任日本共產黨中央委員會幹部會委員長。[93]
- 巴基斯坦向伊朗東南部的錫斯坦和俾路支斯坦省邊境地區發射飛彈，導致7人死亡。[94]

## 1月19日
- 日本首相岸田文雄表示將解散自由民主黨黨內派系宏池會[95]。清和政策研究會與志帥會也決定解散[96]。
- 朝鮮宣稱已進行水下核武器系統試驗。[97]
- 在運動畫刊的出版執照被吊銷後，該雜誌的大量人員被解僱。[98]
- 菲律賓參議院議員京戈伊·埃斯特拉達（英语：Jinggoy Estrada）因受賄被判有罪，其中直接受賄被判8至9年，間接受賄被判2至3年，並處罰金300萬披索。[99]
- 2024年冬季青年奧林匹克運動會在韓國江原道開幕。[100]
- 持續兩週的寒潮在美國已造成至少55人死亡。俄勒岡州州長在18日夜間宣佈全州進入緊急狀態，南部的田納西州和路易斯安那州也有人因低溫死亡。[101]
- 一架美國亞特拉斯航空公司的波音747-8型貨機，從邁阿密機場起飛後不久因為引擎起火而返航，無人受傷。[102]

## 1月20日
- 以色列总理内塔尼亚胡再次表示不会接受两国方案，此前美国总统拜登在18日与内塔尼亚胡的电话会谈中表示可以在保证以色列安全的情况下成立一个独立的巴勒斯坦国。[103]
- 菲利克斯·齊塞克迪宣誓就任剛果民主共和國總統，開始第二個任期。[104]
- 日本宇宙航空研究開發機構開發的智慧型月球探測器成功登陸月球，使日本成為第五個在月球軟著陸的國家。[105]
- 一架在摩洛哥注册的达索猎鹰10X（英语：Dassault Falcon 10X）飞机在從泰国飛往俄罗斯的途中在阿富汗巴达赫尚省坠毁（英语：2024 Badakhshan Dassault Falcon 10 crash）。机上六人中有四人获救。[106][107]
- 韩国国民力量党前党首李俊锡被选为新成立的改革新党第一任党首。[108]
- 中国江苏省常州市武进区常州燊荣金属科技有限公司生产车间发生粉尘爆炸，共造成8人死亡、8人轻伤。[109]

## 1月21日
- 韓國總統室要求韓東勳辭去国民力量党非常對策委員長職務，韓東勳拒絕。[110]
- 近地小行星2024 BX1在德國上空進入大氣層。[111]

## 1月22日
- 中国云南省昭通市镇雄县塘房镇凉水村发生山体滑坡，初步核实有两个村民小组18户44人被埋。[112]
- 約瑟夫·博阿凱就任利比里亞總統。[113]
- 印度總理莫迪出席阿約提亞的羅摩神廟的落成儀式，該神廟位於1992年被印度教民族主義者摧毀的巴布里清真寺遺址上。[114]
- 烏克蘭總統澤倫斯基簽署法令，要求對“歷史上的烏克蘭人地區”，現屬俄羅斯的庫班地區、斯塔洛杜布什切那（乌克兰语：Стародубщина）和斯洛博達烏克蘭地區的烏克蘭人歷史進行調查和保護。另外，他還向最高拉達提出了承認俄羅斯以外的烏克蘭人及其子孫的雙重國籍的法案。[115][116]
- 巴基斯坦与伊朗同意恢复外交关系。[117]
- 因涉嫌賄賂被關在首爾看守所中的韓國共同民主黨前黨首宋永吉表示將成立新黨，暫定名稱為「政治檢察解體黨」。[118]

## 1月23日
- 中国新疆阿克苏地区乌什县发生規模7.1地震。[119]
- 土耳其大國民議會批准瑞典加入北約的申請。[120]
- 根据卫星图像显示，朝鲜已拆除祖国统一三大宪章纪念塔。[121]

## 1月24日
- 中國與瑙魯復交。[122]
- 中国江西省新余市渝水区一临街店铺发生火灾，造成39人死亡。[123]
- 泰國憲法法院宣判前進黨前黨首披塔·林乍倫拉並未違反選舉法，可以繼續擔任泰國國會議員。[124]
- 哥倫比亞外交部長阿爾瓦羅·雷瓦（英语：Álvaro Leyva）因涉及護照招標過程腐敗而遭到停職。[125]
- 俄羅斯一架伊爾-76運輸機在與烏克蘭接壤的別爾哥羅德州墜毀，機上乘有65名烏克蘭軍戰俘。[126]
- 沙特阿拉伯開設其國內自1952年以來的首家賣酒商店。[127]
- 达美航空执飞的982号班机在亚特兰大国际机场跑道滑行时发生前轮脱落的事故，所幸事故中无人伤亡。[128][129]

## 1月25日
- 日本京都地方法院判處京都動畫縱火案的被告人青叶真司死刑。[130]
- 韓國國民力量黨女議員裴賢鎮在首爾遭人襲擊。[131]
- 尼泊爾舉行2024年尼泊爾國民議會選舉（英语：2024 Nepalese National Assembly election），執政聯盟奪得19席中18席，其中尼泊爾大會黨獲得10席，尼共毛獲得5席，反對黨尼共馬列僅獲1席。[132]
- 北馬其頓總理迪米塔尔·科瓦切夫斯基提交辭呈以組成看守政府，並表示會在5月的2024年北馬其頓議會選舉之後重新就任。[133]
- 美國25名共和黨籍州長發表聲明支持德克薩斯州州長格雷格·阿博特的「孤星行動」。[134]
- 由於高溫乾燥氣候引發多地發生山火，哥倫比亞宣布進入災難狀態。[135]

## 1月26日
- 圖瓦盧舉行2024年图瓦卢大选，現任圖瓦盧總理卡烏塞亞·納塔諾落選，前總理埃內爾·索本嘉當選連任。[136]
- 日本逃犯桐島聰在逃亡近50年後出現在神奈川縣一家醫院。[137]
- 國際法院命令以色列需要採取一切手段防止種族滅絕行為，但並未要求停戰。[138]
- 委內瑞拉最高法院判令支持禁止預計參加今年總統選舉的在野黨候選人瑪麗亞·馬查多參選公職的政府決定。[139]

## 1月27日
- 由於以色列指控UNRWA部分工作人員參與2023年10月7日哈馬斯對以色列的襲擊，美國、英國、義大利、澳大利亞等9國停止對該機構提供資金。[140]
- 欧洲理事会主席夏尔·米歇尔表示他不會參加今年的歐洲議會選舉，也不會在任期結束前辭職。[141]
- 被指定為世界遺產的阿根廷盧斯阿萊爾塞斯國家公園發生森林火災，已有600公頃森林被焚毀。[142]
- 在2024年澳大利亚网球公开赛女单决赛中，白俄罗斯选手阿里娜·莎芭蓮卡以6:3、6:2战胜中国大陆选手郑钦文，获得本届澳网女单冠军。[143]

## 1月28日
- 芬蘭舉行2024年芬蘭總統選舉，前總理亞歷山大·斯圖布獲得最多選票但未過半數，因此將在2月11日舉行第二輪投票。[144]
- 策林·托傑再次就任不丹首相。[145]
- 北馬其頓國會選出由塔拉特·贾菲里擔任總理的看守內閣。[146]
- 馬里、尼日爾、布基納法索三國聲明退出西非經濟共同體。[147]
- 在2024年澳大利亚网球公开赛男单决赛中，意大利选手扬尼克·辛納以3:6、3:6、6:4、6:4、6:3战胜俄罗斯选手丹尼爾·，获得本届澳网男单冠军。[148]
- 一架派珀PA-46馬里布（英语：Piper PA-46）墜毀在巴西米纳斯吉拉斯州伊塔佩瓦，7人死亡。[149]

## 1月29日
- 香港高等法院向中国恒大发出清盘令。[150]
- 喬治亞總理伊拉克里·加里巴什維利辭職。[151]
- 南非前總統雅各布·祖瑪因表示將會支持其他黨派而遭到所在的非洲人國民大會處分。[152]
- 国际体育仲裁法庭宣布涉嫌使用兴奋剂的俄罗斯花滑选手卡米拉·瓦利耶娃自2021年12月25日起禁赛四年，且该日期后取得的成绩无效。[153]

## 1月30日
- 巴基斯坦前總理伊姆蘭·汗因洩露國家機密被判10年有期徒刑。31日又因為非法販賣禮品被判14年有期徒刑。[154][155]
- 缅甸警方于内比都国际机场向中华人民共和国移交白所成、刘正祥等10名缅北电诈集团犯罪嫌疑人。[156]
- 中国大陆民航局宣布自2月1日起调整台海中线西侧M503航线的北向南飞行设置，同时开启与M503航线相连的W122和W123航线，改为由西向东飞行，台湾陆委会对此表示抗议。[157]

## 1月31日
- 马来西亚柔佛州苏丹依布拉欣正式登基成为第十七任马来西亚国家元首。[158]
- 泰國憲法法院宣布眾議院最大在野黨前進黨提出的修改不敬罪的競選承諾違憲。[159]
- 緬甸軍方宣布將緊急狀態延長半年。[160]
- 吴谢宇弑母案以及重庆姐弟坠亡案被告人被执行死刑。[161][162]
- 美联储将联邦基金利率目标区间继续维持在5.25%至5.5%之间。[163][164]